# Consonne
Cette page contient des caractères spéciaux ou non latins. S’ils s’affichent mal (▯, ?, etc.), consultez la page d’aide Unicode.
Une consonne est un type de son que l'on trouve dans les langues naturelles orales. Le mot peut également renvoyer à la lettre qui sert à noter un son consonne.
D'un point de vue articulatoire, une consonne est un son du langage humain dont le mode de production est caractérisé par l'obstruction du passage de l'air dans les cavités situées au-dessus de la glotte, qui forment le canal vocal. Le lieu d'articulation (l'endroit où a lieu l'obstruction) et le mode d'articulation (la façon dont se fait l'obstruction, partielle ou totale, avec ou sans vibration des cordes vocales, avec ou sans ouverture du voile du palais) sont les paramètres qui sont utilisés pour classer les différentes consonnes des langues du monde, comme dans l'alphabet phonétique international.
En acoustique, une consonne se caractérise généralement par une modification de la qualité des voyelles adjacentes et, dans le cas où elle est sonore, par la présence d'un son à la fréquence fondamentale produit par les cordes vocales au moment de l'obstruction.
On compte une grande diversité de consonnes à travers les langues naturelles orales. Ainsi, l'alphabet phonétique international de 2005 comprend environ 80 signes et une vingtaine de diacritiques pour noter les consonnes ; la base de données UPSID (UCLA Phonological Segment Inventory Database) comprend 919 sons, voyelles et consonnes confondues, dont la plupart sont des consonnes. Malgré cette diversité, la distribution des consonnes à travers les différentes langues est loin d'être arbitraire. Ainsi, la consonne /k/ est présente dans 89 % des 451 langues répertoriées dans l'UPSID, mais de nombreuses consonnes sont très peu attestées (par exemple, les clics). Globalement, les consonnes ont une distribution zipfienne : il y en a un petit nombre qui sont très répandues à travers les langues et un grand nombre qui sont très rares. En outre, les consonnes les plus rares ont tendance à apparaître dans les inventaires consonantiques les plus larges.
Le français compte :
- 20 consonnes écrites : B, C, D, F, G, H, J, K, L, M, N, P, Q, R, S, T, V, W, X, Z ;
- 18 consonnes phonétiques, ou contoïdes : b, d, g, v, z, ʒ, p, t, k, f, s, ʃ, m, n, ɲ, ŋ, ʁ, l ;
- 3 semi-consonnes phonétiques : j, ɥ, w.

## Étymologie
Le substantif féminin,, consonne est un emprunt, savant au latin, impérial consona, datant du XVIe siècle. Le nom latin consona, qui provient de la substantivation de l'adjectif consona (litera) '(lettre) qui sonne avec' (sous-entendu, avec la voyelle), est lui-même un calque du grec sýmphōnon 'consonne' (pluriel sýmphōna),, utilisé notamment par le grammairien grec Denys le Thrace.

## Tableau API
| Mode d’articulation | Point d’articulation | Point d’articulation | Point d’articulation | Point d’articulation | Point d’articulation | Point d’articulation | Point d’articulation | Point d’articulation | Point d’articulation | Point d’articulation | Point d’articulation | Point d’articulation | Point d’articulation | Point d’articulation | Point d’articulation | Point d’articulation | Point d’articulation | Point d’articulation | Point d’articulation | Point d’articulation | Point d’articulation | Point d’articulation | Point d’articulation | Point d’articulation | Point d’articulation | Point d’articulation | Point d’articulation | Point d’articulation | Point d’articulation | Point d’articulation | Point d’articulation | Point d’articulation | Point d’articulation | Point d’articulation |         |         |  |
| Mode d’articulation | Labial               | Labial               | Labial               | Labial               | Labial               | Labial               | Labial               | Labial               | Coronal              | Coronal              | Coronal              | Coronal              | Coronal              | Coronal              | Coronal              | Coronal              | Coronal              | Coronal              | Coronal              | Coronal              | Dorsal               | Dorsal               | Dorsal               | Dorsal               | Dorsal               | Dorsal               | Dorsal               | Dorsal               | Dorsal               | Dorsal               | Radical              | Radical              | Radical              | Radical              | Glottal | Glottal |  |
| Pulmoniques         | Bilabial             | Bilabial             | Lab.-dent.           | Lab.-dent.           | Labial-vél.          | Labial-vél.          | Ling.-lab.           | Ling.-lab.           | Dental               | Dental               | Alvéol.              | Alvéol.              | Pal.-alv.            | Pal.-alv.            | Rétro.               | Rétro.               | Alv.-pal.            | Alv.-pal.            | Alv.-vél.            | Alv.-vél.            | Palatal              | Palatal              | Labio-pal.           | Labio-pal.           | Vélaire              | Vélaire              | Labio-vél.           | Labio-vél.           | Uvulaire             | Uvulaire             | Pharyngal            | Pharyngal            | Épiglottal           | Épiglottal           | Aucun   | Aucun   |  |
| Nasales             |                      | m                    |                      | ɱ                    |                      | ŋ͡m                   |                      | n̼                    |                      | n̪                    |                      | n                    |                      |                      |                      | ɳ                    |                      |                      |                      |                      |                      | ɲ                    |                      |                      |                      | ŋ                    |                      | ŋʷ                   |                      | ɴ                    |                      |                      |                      |                      |         |         |  |
| Occl. prénasalisées | m͡p                   | m͡b                   |                      |                      | ᵑk͡p                  | ᵑɡ͡b                  |                      | n̼͡d̼                   | n͡t̪                   | n͡d̪                   | n͡t                   | n͡d                   |                      |                      | ɳ͡ʈ                   | ɳ͡ɖ                   |                      |                      |                      |                      | ɲ͡c                   | ɲ͡ɟ                   |                      |                      | ŋ͡k                   | ŋ͡ɡ                   |                      |                      | ɴ͡q                   | ɴ͡ɢ                   |                      |                      |                      |                      |         |         |  |
| Occlusives          | p                    | b                    | p̪                    | b̪                    | k͡p                   | ɡ͡b                   | t̼                    | d̼                    | t̪                    | d̪                    | t                    | d                    |                      |                      | ʈ                    | ɖ                    |                      |                      |                      |                      | c                    | ɟ                    |                      |                      | k                    | ɡ                    | kʷ                   | ɡʷ                   | q                    | ɢ                    |                      |                      | ʡ                    |                      | ʔ       |         |  |
| Affriquées          | p͡ɸ                   | b͡β                   | p͡f                   | b͡v                   |                      |                      |                      |                      | t͡θ                   | d͡ð                   | t͡s                   | d͡z                   | t͡ʃ                   | d͡ʒ                   | ʈ͡ʂ                   | ɖ͡ʐ                   | t͡ɕ                   | d͡ʑ                   |                      |                      | c͡ç                   | ɟ͡ʝ                   |                      |                      | k͡x                   | ɡ͡ɣ                   |                      |                      | q͡χ                   | ɢ͡ʁ                   |                      |                      | ʡ͡ʜ                   |                      | ʔ͡h      |         |  |
| Fric. prénasalisées | m͡ɸ                   | m͡β                   | ɱ͡f                   | ɱ͡v                   |                      |                      |                      |                      | n͡θ                   | n͡ð                   | n͡s                   | n͡z                   | n͡ʃ                   | n͡ʒ                   |                      |                      |                      |                      |                      |                      |                      |                      |                      |                      | ŋ͡k                   | ŋ͡ɡ                   |                      |                      |                      |                      |                      |                      |                      |                      |         |         |  |
| Fricatives          | ɸ                    | β                    | f                    | v                    |                      |                      | θ̼                    | ð̼                    | θ                    | ð                    | s                    | z                    | ʃ                    | ʒ                    | ʂ                    | ʐ                    | ɕ                    | ʑ                    | ɧ                    |                      | ç                    | ʝ                    |                      |                      | x                    | ɣ                    | xʷ                   | ɣʷ                   | χ                    | ʁ                    | ħ                    | ʕ                    | ʜ                    | ʢ                    | h       | ɦ       |  |
| Spirantes           |                      | β̞                    |                      | ʋ                    |                      |                      |                      |                      |                      | ð̞                    |                      | ɹ                    |                      |                      |                      | ɻ                    |                      |                      |                      |                      |                      | j                    |                      | ɥ                    |                      | ɰ                    | ʍ                    | w                    |                      |                      |                      |                      |                      |                      |         |         |  |
| Roulées             | ʙ̥                    | ʙ                    |                      |                      |                      |                      |                      |                      |                      | r̪                    | r̥                    | r                    |                      |                      |                      | ɽ͡r                   |                      |                      |                      |                      |                      |                      |                      |                      |                      |                      |                      |                      |                      | ʀ                    |                      |                      |                      | *                    |         |         |  |
| Battues             |                      | *                    |                      | ⱱ                    |                      |                      |                      | ɾ̼                    |                      | ɾ̪                    |                      | ɾ                    |                      |                      |                      | ɽ                    |                      |                      |                      |                      |                      |                      |                      |                      |                      |                      |                      |                      |                      |                      |                      |                      |                      | *                    |         |         |  |
| Affriquées latér.   |                      |                      |                      |                      |                      |                      |                      |                      |                      |                      | t͡ɬ                   | d͡ɮ                   |                      |                      |                      |                      |                      |                      |                      |                      |                      |                      |                      |                      |                      |                      |                      |                      |                      |                      |                      |                      |                      |                      |         |         |  |
| Fricatives latér.   |                      |                      |                      |                      |                      |                      |                      |                      |                      |                      | ɬ                    | ɮ                    |                      |                      | ꞎ                    |                      |                      |                      |                      |                      | ʎ̝̊                    |                      |                      |                      | *                    |                      |                      |                      |                      |                      |                      |                      |                      |                      |         |         |  |
| Spirantes latér.    |                      |                      |                      |                      |                      |                      |                      |                      |                      | l̪                    | l̥                    | l                    |                      |                      |                      | ɭ                    |                      |                      |                      | ɫ                    | ʎ̥                    | ʎ                    |                      |                      |                      | ʟ                    |                      |                      |                      |                      |                      |                      |                      |                      |         |         |  |
| Battues latér.      |                      |                      |                      |                      |                      |                      |                      | ɺ̼                    |                      |                      |                      | ɺ                    |                      |                      |                      | *                    |                      |                      |                      |                      |                      | *                    |                      |                      |                      | *                    |                      |                      |                      |                      |                      |                      |                      |                      |         |         |  |
| Non pulmoniques     |                      |                      |                      |                      |                      |                      |                      |                      |                      |                      |                      |                      |                      |                      |                      |                      |                      |                      |                      |                      |                      |                      |                      |                      |                      |                      |                      |                      |                      |                      |                      |                      |                      |                      |         |         |  |
| Occl. injectives    | ɓ̥                    | ɓ                    |                      |                      |                      |                      |                      |                      |                      | ɗ̪                    | ɗ̥                    | ɗ                    |                      |                      |                      | *                    |                      |                      |                      |                      | ʄ̊                    | ʄ                    |                      |                      | ɠ̊                    | ɠ                    |                      |                      | ʛ̥                    | ʛ                    |                      |                      |                      |                      |         |         |  |
| Occl. éjectives     | pʼ                   |                      |                      |                      |                      |                      |                      |                      | t̪ʼ                   |                      | tʼ                   |                      |                      |                      | ʈʼ                   |                      |                      |                      |                      |                      | cʼ                   |                      |                      |                      | kʼ                   |                      |                      |                      | qʼ                   |                      |                      |                      | ʡʼ                   |                      |         |         |  |
| Affr. éjectives     |                      |                      |                      |                      |                      |                      |                      |                      | t̪͡θʼ                  |                      | t͡sʼ                  |                      | t͡ʃʼ                  |                      | ʈ͡ʂʼ                  |                      |                      |                      |                      |                      |                      |                      |                      |                      | k͡xʼ                  |                      |                      |                      | q͡χʼ                  |                      |                      |                      |                      |                      |         |         |  |
| Fric. éjectives     | ɸʼ                   |                      | fʼ                   |                      |                      |                      |                      |                      | θʼ                   |                      | sʼ                   |                      | ʃʼ                   |                      | ʂʼ                   |                      | ɕʼ                   |                      |                      |                      | çʼ                   |                      |                      |                      | xʼ                   |                      |                      |                      | χʼ                   |                      |                      |                      |                      |                      |         |         |  |
| Clics centraux      | ʘ                    | ʘ                    |                      |                      |                      |                      |                      |                      | ǀ                    | ǀ                    |                      |                      | ǃ                    | ǃ                    | *                    | *                    | ǂ                    | ǂ                    |                      |                      |                      |                      |                      |                      |                      |                      |                      |                      |                      |                      |                      |                      |                      |                      |         |         |  |
| Clics latéraux      |                      |                      |                      |                      |                      |                      |                      |                      |                      |                      | ǁ                    | ǁ                    |                      |                      |                      |                      |                      |                      |                      |                      |                      |                      |                      |                      |                      |                      |                      |                      |                      |                      |                      |                      |                      |                      |         |         |  |

Les parties grisées indiquent une articulation jugée impossible. Les cases blanches vides indiquent des articulations théoriques possibles mais non encore attestées. Les cases marquées d’un astérisque (*) indiquent des sons attestés non encore représentés officiellement dans l’API.

Lorsque deux symboles apparaissent dans une case, celui de gauche représente une consonne sourde, celui de droite une consonne voisée (ne s’applique pas aux clics, présentés au centre des cases en bas du tableau).

Les cases séparées par des pointillés emploient normalement les mêmes symboles API de base, et ne diffèrent éventuellement que par les diacritiques appliqués pour déplacer leur articulation, par exemple la nasale n represente une dentale ou une alvéolaire.

Les affriquées t͡s, d͡z, t͡ʃ, d͡ʒ, t͡ɕ, d͡ʑ sont parfois notées à l’aide des ligatures ʦ, ʣ, ʧ, ʤ, ʨ, ʥ ne faisant plus partie de l’API (il est recommandé de les remplacer par les deux articulations, liées avec une ligature tirant – suscrite ou souscrite).

Les occlusives injectives sourdes, sont parfois notées à l’aide des symboles ƥ, ƭ, ƈ, ʠ (formés sur la base de la consonne pulmonique correspondante avec une crosse ajoutée), qui ne font plus partie de l’API (il est recommandé de les remplacer par le symbole de la consonne voisée avec l'anneau diacritique de dévoisement).

## Classification
Une consonne peut être classée selon différents critères :
- par le point d'articulation. On s'intéresse à l'organe phonologique mis en jeu lors de la production du son. La consonne porte un nom spécifiant ce point : bilabiale, dentale, vélaire, etc. Des surclasses existent pour ces caractères ;

1. A : consonnes laryngales
2. B : consonnes pharyngales
3. C : consonnes uvulaires
4. D : consonnes vélaires
5. E : consonnes palatales
6. F : consonnes alvéolaires
7. G : consonnes dentales
8. H : consonnes labiales

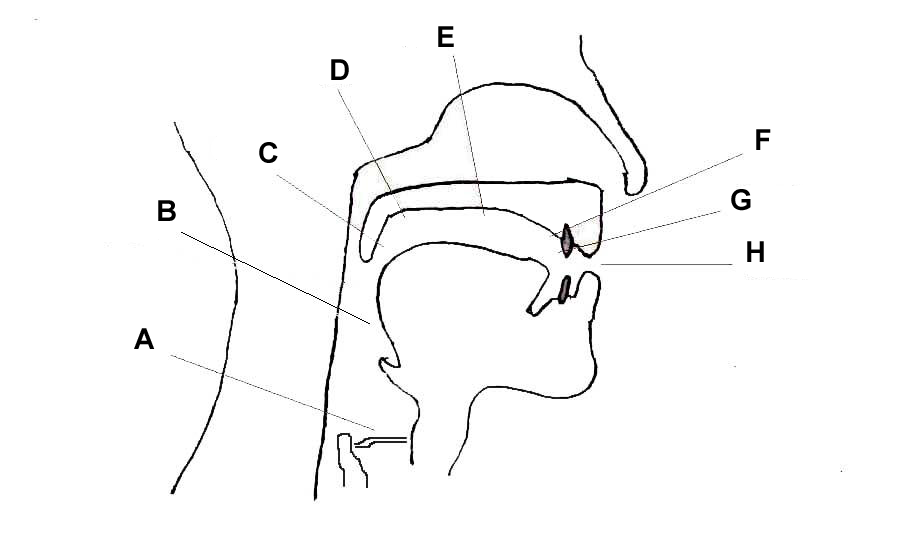

- par le type d'obstruction. Il s'agit de l'action qu'exécute l'organe phonologique. La consonne peut être occlusive, fricative, etc. ;
- par le voisement, c'est-à-dire si les cordes vocales vibrent ou non pendant l'émission du son. Si elles vibrent, la consonne est dite voisée (ou sonore). Sinon, elle est non voisée (ou sourde) ;
- par la cavité de résonance. Celle-ci peut être la bouche, auquel cas la consonne sera orale, ou le nez, et la consonne sera nasale ;
- par le type d'écoulement. Si l'air circule par un canal central, la consonne est dite centrale. Si au contraire il circule sur les côtés, elle est dite latérale ;
- par le mécanisme à l'origine de l'écoulement. L'air peut provenir des poumons, et la consonne est pulmonique. D'autres mécanismes permettent la production d'un son sans requérir d'air pulmonaire : c'est le cas des clics, des injectives et des éjectives ;
- par la durée d'émission de la consonne[10].